# Anisodes glomerata
Anisodes glomerata är en fjärilsart som beskrevs av W. Warren 1903. Anisodes glomerata ingår i släktet Anisodes och familjen mätare. Inga underarter finns listade i Catalogue of Life.